# كروهم (باركشير)
كروهم (بالإنجليزية: Crookham, Berkshire)‏ هي قرية تقع في المملكة المتحدة في جنوب شرق إنجلترا.